# Andrej Alekseevič Ivanov
Andrej Alekseevič Ivanov (in russo Андрей Алексеевич Иванов?, traslitterazione anglosassone: Andrei Alekseyevich Ivanov; Mosca, 8 ottobre 1988) è un ex calciatore russo, di ruolo difensore.

## Carriera

### Club
Nato a Mosca, debutta con lo Spartak Mosca nel 2006.